# Psylla alpina
Psylla alpina är en insektsart som beskrevs av W. Foerster 1848. Psylla alpina ingår i släktet Psylla och familjen rundbladloppor. Inga underarter finns listade i Catalogue of Life.